# The Rifles

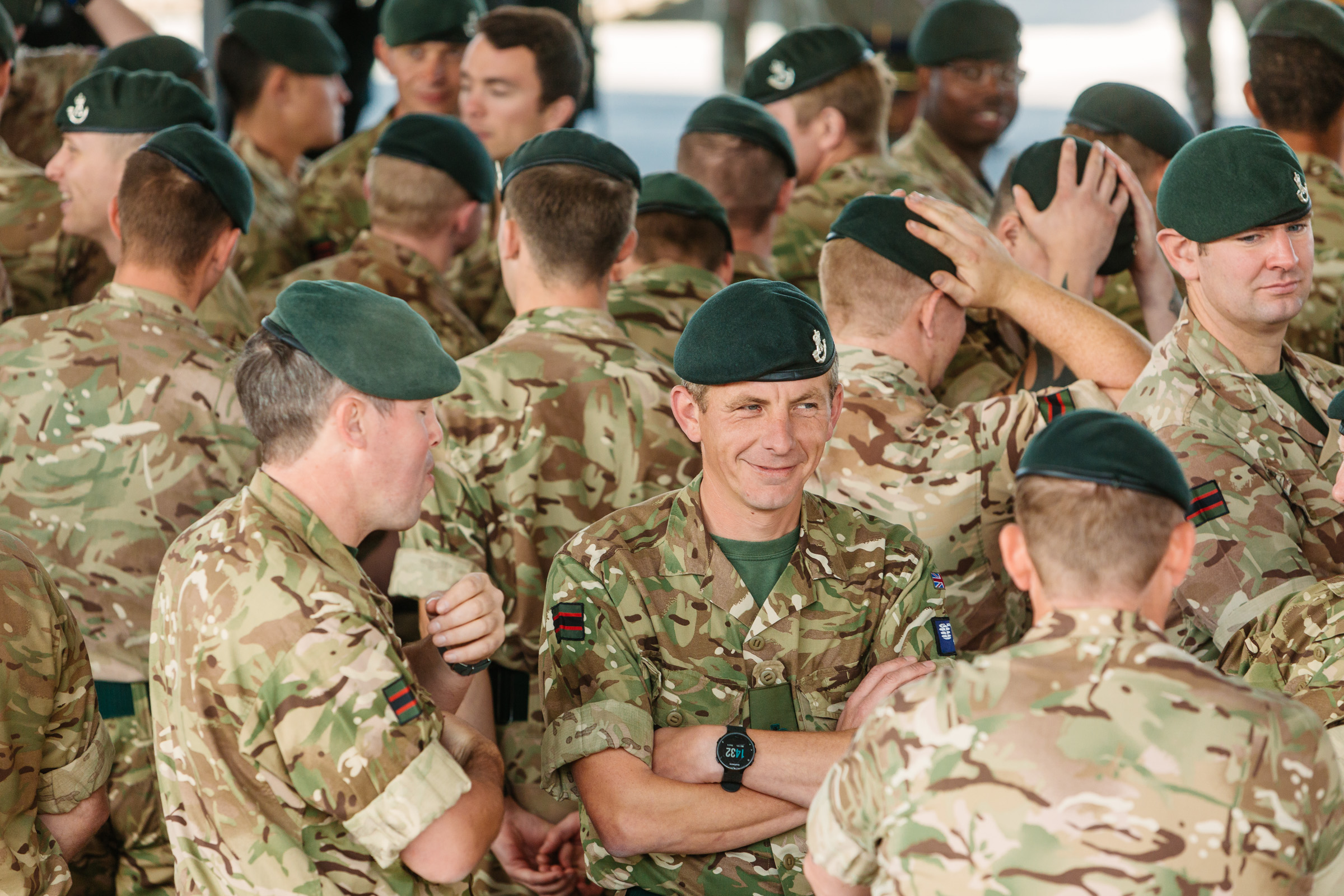
soldats britanniques

The Rifles est un régiment de la British Army, formé en 2007 de la fusion de tous les régiments de l’ancienne Light Division (« division légère »).
Le régiment comprend sept bataillons d'infanterie (cinq qui sont d'active (no 1 à 5) et deux de réserve (no 6 et 7)) :
- le 1er bataillon, créé par la fusion du Devonshire and Dorset Regiment et du Royal Gloucestershire, Berkshire and Wiltshire Regiment ;
- le 2e bataillon, anciennement le 1st Batallion, The Royal Green Jackets ;
- le 3e bataillon, anciennement le 2nd Batallion, The Light Infantry ;
- le 4e bataillon, anciennement le 2nd Batallion, The Royal Green Jackets faisant partie du groupe d'infanterie spécialisée depuis 2017 ;
- le 5e bataillon, anciennement le 1st Batallion, The Light Infantry ;
- le 6e bataillon, anciennement The Rifle Volunteers ;
- le 7e bataillon, anciennement The Royal Rifle Volunteers.